# Aristeu Nogueira
Aristeu Nogueira Campos, conhecido como Aristeu Nogueira (Irará, 21 de janeiro de 1915 — Irará, 17 de maio de 2006) foi um político brasileiro. Advogado, membro do Comitê Central do PCB e um dos principais responsáveis pela reorganização do Partido Comunista na Bahia após o levante de 1935, assim como pela sua organização em nível nacional. Dedicou a vida à causa comunista partidária.

## Biografia
Aristeu Nogueira Campos nasceu em Irará, município a 135 km de Salvador, descendente da aristocracia rural local, neto de Pedro Nogueira Portela e filho caçula de Elpídio Nogueira de Campos, primeiros administradores da cidade no século XIX. Sua mãe chamava-se Tereza de Jesus Nogueira. Ela faleceu quando Aristeu tinha apenas 8 anos. Era uma família proprietária de terras, seu pai, além de comerciante, era um político influente e tinha ligações com o poder político da capital do Estado. O casal teve quatro filhos além de Aristeu: Alberto, Amadeu, Aristarco e Alzira Nogueira Campos.
Em 1929, Aristeu muda-se para Salvador para continuar os estudos, fez o curso secundário no Colégio Ipiranga e posteriormente entrou para o curso de Direito na Faculdade de Ciências Jurídicas e Sociais (hoje Faculdade de Direito da UFBA), formando-se em 1939.

## Ingresso no Partido Comunista Brasileiro
Durante o curso de Direito, Aristeu interessa-se pela política, envolvendo-se nas discussões das questões nacionais, ingressando, em 1938, no Partido Comunista Brasileiro. Nas palavras do próprio Aristeu:
| “ | Eu, como estudante de Direito, conheci a filosofia marxista, leninista através dos livros de Karl Marx, de Engels e também já com a União Soviética. Então achei que o marxismo leninista era a filosofia mais evoluída, mais desenvolvida e mais realista. Porque era baseada no materialismo dialético (...). Entrei no Partido em 1938 com o advento do Estado Novo, na Ditadura de Getúlio. E pela influência, pelo estudo mesmo do marxismo, eu fui procurando ver o que era a filosofia mais correta, que traduzia melhor o desenvolvimento da sociedade. Eu já tinha uma visão assim do comunismo... Não fui recrutado por ninguém, eu procurei o Partido. | ” |

Desde o ingresso de Aristeu Nogueira no Partido Comunista sua atuação foi contundente na organização partidária e liderança, chegando a ser citado em matéria do Jornal O Globo, como "um agente de Moscou na Bahia". Sendo aconselhado por correligionários a "desaparecer", voltou a sua cidade, Irará, onde assumiu o cargo de Delegado Censitário; começou também a advogar e foi Editor do jornal local. Já tinha tido uma experiência anterior com a imprensa, em Salvador, quando em fins de 1939, junto com João Falcão e Armênio Guedes abriu uma Sociedade Comercial que seria proprietária da Gráfica Modelo, com capital próprio e razão social de Nogueira & Falcão Ltda, registrada na Junta Comercial e sediada na Cidade Baixa. Esta gráfica passou a imprimir a revista Seiva, criada no ano anterior por João Falcão, Armênio Guedes e outros companheiros, com distribuição nacional e considerada a Primeira Revista do Partido Comunista Brasileiro.

## Vida privada e militância
Em outubro de 1941, em Irará, Aristeu casa-se com Odete de Almeida Campos, com quem teve 4 filhos: Vera Felicidade de Almeida Campos, Diógenes de Almeida Campos, Antónia Tereza de Almeida  Campos (falecida com 9 meses de idade) e Mariana Campos Meira. Após a II Guerra Mundial, em 1945, volta para Salvador onde fixa residência com esposa e filhos.
O Partido Comunista teve um breve período de legalidade (1945-1947) com Aristeu como integrante do Comitê Estadual e Coordenador da Comissão de Finanças do Partido em Salvador. Aristeu não se intimida com a volta do Partido a Ilegalidade (1947) e continua suas atividades, principalmente na direção do jornal O Momento  jornal ligado ao Partido Comunista que ele chegou a financiar com a doação de toda a herança recebida após a morte de seu pai. Foi preso algumas vezes, tendo sua casa invadida pela polícia que apreendia suas anotações e livros, obrigando-o a continuamente refazer sua biblioteca, constituída principalmente de livros marxistas, mas também de literatura, livros técnicos etc. Por ocasião dessas prisões e invasões domiciliares, sua esposa, D. Odete, enterrava os livros mais raros para que não fossem levados pela polícia. Devido a tais "invasões", a família mudava frequentemente de residência em Salvador. Sua casa sempre esteve aberta aos companheiros de partido como um local de reuniões, discussões e hospedagem.
O Partido  mantinha uma grande rede de informação constituída por oito jornais nos principais estados brasileiros: Tribuna Popular do Distrito Federal; Hoje de São Paulo; O Momento da Bahia (dirigido por Aristeu);  Folha do Povo de Pernambuco; O Democrata do Ceará; Tribuna Gaúcha do Rio Grande do Sul;  O Estado de Goiás e Folha Capixaba do Espírito Santo. Existia também uma agência de notícias própria, a Interpress, através da qual eram distribuídas as informações para publicações do Partido em todo território nacional inclusive alimentando  pequenos jornais do interior que não eram ligados ao Partido Comunista. Aristeu dava imenso valor a esta divulgação das ideias comunistas dirigida as massas, em outras palavras, a Imprensa Popular do partido; tinha plena consciência da importância do jornal na transformação do Partido Comunista em um partido de massas, condição essencial a uma mudança real de mentalidades no país. O Momento era no início, um semanário e foi o primeiro jornal comunista a circular legalmente no país (se baseava na experiência da revista Seiva), e por deliberação do Partido, fazia parte de sua organização: Aristeu Nogueira,  João Falcão, Mário Alves, Boanerges Alves Dias e outros colaboradores de edição. A sede do jornal foi várias vezes invadida pela polícia que também destruia o maquinário de tipografia. A partir de março de 1946, O Momento passa a ser uma publicação diária. Com o Partido na ilegalidade a partir de 1947, vários colaboradores saem da Bahia mas Aristeu continua na administração do jornal, contribuindo também com artigos.
Em 1957 separa-se da esposa e paralela a suas atividades no Partido Comunista, começa a trabalhar no CPE - Centro de Pesquisa e Estudos. Continua com todos os contatos e Coordenações dentro do Partido (estadual e nacional) e em 1960, Aristeu já eleito membro do Comitê Central do Partido,  passa a integrar a Direção Executiva junto a Luis Carlos Prestes, Giocondo Dias, Mário Alves, Carlos Marighella e outros.

## Clandestinidade e prisão
Aristeu Nogueira foi Deputado Estadual pelo Partido Socialista Brasileiro (1963) e em 1964 foi jogada uma bomba em sua residência em Salvador, destruindo parte da casa. 

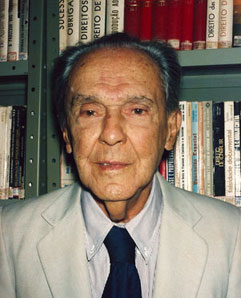
Dr.Aristeu Nogueira, 2003, em sua Biblioteca doada ao Laboratório de Esquerdas e Lutas Urbanas da Universidade Estadual de Feira de Santana

 Com o Golpe Militar em abril de 1964, Aristeu cai na clandestinidade, fugindo de Salvador para o Rio de Janeiro, utilizando-se de vários disfarces. No Rio, consegue a ligação com o Partido e desde então retoma a militância em completa clandestinidade, adotando o codinome de Antônio Cerqueira de Andrade. Foi um período de grande atuação sua, participando da organização do PCB em todo o pais, do Rio Grande do Sul ao Amazonas, apesar de concentrar-se nas demandas organizacionais do Rio de Janeiro e São Paulo onde atuava como responsável pela Secretaria de Organização do Comitê Regional. Nesta época, esteve também no Chile e na União Soviética.
Desde que ingressou no Partido Comunista, Aristeu foi sempre "um homem típico da máquina partidária", um estudioso do marxismo-leninismo e um dos mais preparados quadros do PCB na Bahia; com disciplina férrea aceitava tarefas e responsabilidades de vários níveis, prescindindo de atividades particulares para atender aos interesses do Partido. Era considerado um militante exemplar e impecável, organizando clandestinamente o PCB em vários Estados e consequentemente, acumulando processos nas costas, coisa que nunca o impediu de agir. Foi braço direito de Giocondo Dias e Luiz Carlos Prestes, chegando a substituí-lo no posto de Secretário Geral do Partido. Viveu em Aparelhos no Rio de Janeiro, submetendo-se sem queixas a todas as restrições que isso implica como isolamento social, afastamento de familiares, mudanças de hábitos e gostos, pressões diárias, perseguições, dificuldades materiais de toda ordem, mudanças constantes de endereço etc.
Em maio de 1975, com 60 anos, foi preso no Rio de Janeiro, levado para São Paulo, sendo barbaramente torturado. Os filhos recorreram a advogados e depois de 3 anos foi solto em regime semi-aberto. Em 1979, Aristeu voltou para Salvador, com identidade  legalizada, recuperou a carteira de advogado junto a OAB e começou a trabalhar como advogado em escritório privado e no Tribunal de Contas do Estado da Bahia. Casa-se pela segunda vez, com Tereza Cruz, volta a residir em Irará e continua seu trabalho partidário e na advocacia. Desenvolve também várias atividades culturais, inclusive a fundação da Casa da Cultura de Irará.
Morre, aos 92 anos, em 17 de maio de 2006.

## Comissão da Verdade - Assembléia Legislativa da Bahia
Em 31 de março de 2014, através de atuação da Comissão da Verdade, a Assembléia Legislativa da Bahia realizou Sessão Especial de devolução simbólica dos mandatos dos deputados cassados em 1964 pelo golpe militar. Aristeu Nogueira foi um dos deputados cassados, homenageado nesta sessão com a devolução de seu mandato de Deputado Estadual.

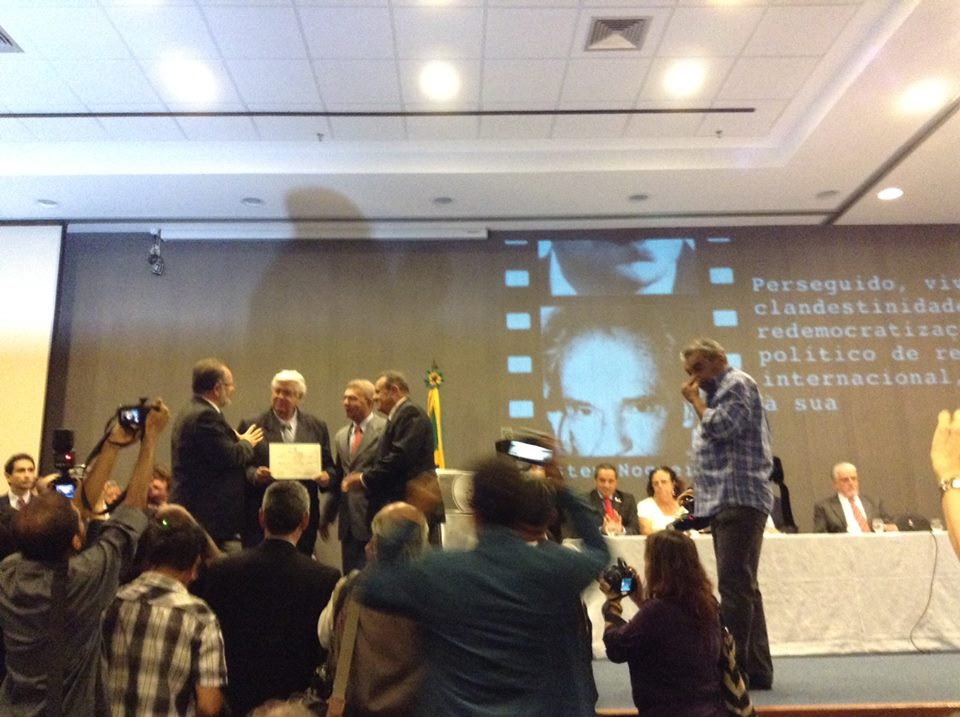
Sessão Especial, devolução do mandato a Aristeu Nogueira, 31.3.2014

## Estudo, trabalho e atividade partidária
- Formou-se em Direito pela Faculdade de Direito da Bahia, Salvador, 1935-1939.
- Desenvolve atividade profissional  como Delegado do Censo do Instituto Brasileiro de Geografia e Estatística-IBGE, Irará, 1940.
- Foi Diretor do jornal O Momento, 1947-1957, em Salvador.
- Foi funcionário da Fundação Centro de Pesquisa e Estudo-CPE, Salvador, 1957-1962.
- Foi Inspetor de Almoxarifado do Tribunal de Contas do Estado da Bahia-TCE, 1962-1964,
- Foi Técnico de Nível Superior, TCE, 1979-1985.
- Advogou de 1940-1945.
- Foi preso em 1975 e barbaramente torturado.
- Foi anistiado em 1979, retornou à Bahia e advogou de 1978-2001, em Irará.
- Mandato Eletivo Suplente de Deputado Estadual pelo Partido Socialista Brasileiro-PSB, 1963-1964, assumiu de 3 de setembro de 1963 a 13 de dezembro de 1963, cassado em 19 de outubro de 1964.
- Fundador e presidente da Casa da Cultura, e das Cooperativas e Sindicato Rural, Irará.
- Atividade Partidária: Membro do Comitê Estadual do PCB - BA, 1945-1985 e do Comitê Central do PCB, 1960; Secretário do PCB, 1964; fundador do Partido PPS em Irará; Delegado municipal do Partido Popular Socialista-PPS, 1985-2006.